# エベレスト 3D
『エベレスト 3D』（原題: Everest）は、2015年のアメリカ合衆国・イギリスの冒険映画。
1996年にエベレストで実際に起きた大量遭難事故の２度目の映画化。

## あらすじ
1996年、ニュージーランドの登山ガイド会社「アドベンチャー・コンサルタンツ」はエベレストへの登山者を募り、妻の反対を押しきって参加したベック、リベンジを果たそうとするダグ、七大陸最高峰のうち6つの登頂に成功した難波らが参加。マネージャーのヘレンなどを加え、探検家のロブを隊長としたチームを編成する。出発前、ロブは子供を身ごもった妻ジャンに必ず帰ってくると約束し出発する。
エベレスト登山にはロブたちAC隊の他にも様々なグループが参加しており、その中にはロブの親友であるスコットが率いるMM隊の姿もあった。ベースキャンプ入りしたAC隊は6週間後の登山開始に備えて高地への順応訓練を開始。その間に隊員たちはFAXや衛星電話で家族に連絡を取り、ロブはジャンに生まれた子供の名前をサラにしてくれと頼む一方、ベックは次また登山したら離婚すると妻に忠告されていた。
そして1996年5月、AC隊とMM隊は協力しながら頂上を目指す事となった。一行は酸素タンクを計算しながら、高山病や難所など数々の困難をクリアしていき、天候が回復した瞬間を狙って、なんとか頂上へと到達する。
しかし、下山する際になって突如として天候が悪化。激しい嵐が発生して、酸素タンクの不足もあり、生存さえも危ぶまれる事態になってしまう。
最終的に、ガイドのロブ、アンディ、スコットのほか、顧客のダグ、難波康子が死亡。その他のメンバー達は生還した所で、物語は終わりを告げる。

## キャスト

### アドベンチャー・コンサルタンツ（AC）隊
ロブ・ホール
演 - ジェイソン・クラーク、日本語吹替 - 小山力也
登山ガイド会社「アドベンチャー・コンサルタンツ（AC）社」の設立者。ニュージーランド人。「AC隊」の隊長を務める。
ベック・ウェザーズ
演 -  ジョシュ・ブローリン、日本語吹替 - 堀内賢雄
「AC隊」の顧客。アメリカ人。病理学医。
ダグ・ハンセン
演 - ジョン・ホークス、日本語吹替 - 森田順平
「AC隊」の顧客。アメリカ人。郵便局員等、三つの仕事を掛け持ちして登山費用を作った。前年にもエベレスト登山に参加したが、頂上手前で断念している。
ジョン・クラカワー
演 - マイケル・ケリー、日本語吹替 - 青山穣
アウトドア雑誌のジャーナリスト。アメリカ人。「AC隊」の取材をするために今回の登山に参加した。
ヘレン・ウィルトン
演 - エミリー・ワトソン、日本語吹替 - 佐々木優子
「AC隊」のチームマネージャー。ベースキャンプからロブ達に指示を送る。
アンディ・“ハロルド”・ハリス
演 - マーティン・ヘンダーソン、日本語吹替 - 高橋広樹
「AC隊」の登山ガイド。ニュージーランド人。
マイク・グルーム
演 - トーマス・ライト、日本語吹替 - 茶花健太
「AC隊」の登山ガイド。オーストラリア人。
アン・ドルジェ
演 - アン・フーラ・シェルパ、日本語吹替 - 多田野曜平
「AC隊」のシェルパ頭。
キャロライン・マッケンジー
演 - エリザベス・デビッキ、日本語吹替 - 下山田綾華
「AC隊」の現場医師。ヘレンと共にベースキャンプからロブ達に指示を送る。
難波康子
演 -  森尚子、日本語吹替 - 森尚子（本人兼任）
「AC隊」の顧客。日本人。七大陸最高峰のうち六峰の登頂に成功している。
ルー・カシシケ
演 - マーク・ダーウィン、日本語吹替 - 各務立基
「AC隊」の顧客。アメリカ人。
ジョン・タースケ
演 - ティム・ダンテイ、日本語吹替 - 中博史
「AC隊」の顧客。オーストラリア人。隊の参加者の中では最高齢。
スチュアート・ハッチスン
演 - ディミトリ・ゴリトサス
「AC隊」の顧客。カナダ人。隊の参加者の中では最年少。

### マウンテン・マッドネス（MM）隊
スコット・フィッシャー
演 - ジェイク・ジレンホール、日本語吹替 - 山寺宏一
「マウンテン・マッドネス隊」の隊長。アメリカ人。ロブの良きライバル。
アナトリ・ブクレーエフ
演 - イングヴァール・E・シーグルソン、日本語吹替 - 山路和弘
「マウンテン・マッドネス隊」の登山ガイド。ロシア人。
ニール・ベイドルマン
演 - トム・グッドマン＝ヒル、日本語吹替 - 吉田ウーロン太
「マウンテン・マッドネス隊」の登山ガイド。アメリカ人。
ロプサン・ジャンブ
演 - ペンバ・シェルパ、日本語吹替 - 佐藤せつじ
「マウンテン・マッドネス隊」のシェルパ頭。
サンディ・ヒル・ピットマン
演 - ヴァネッサ・カービー、日本語吹替 - 木下紗華
女性ジャーナリスト。アメリカ人。「マウンテン・マッドネス隊」の取材をするために今回の登山に参加した。
シャーロット・フォックス
演 - エイミー・シンドラー、日本語吹替 - 竹内夕己美
「マウンテン・マッドネス隊」の顧客。アメリカ人。

### AC隊の関係者
ガイ・コター
演 - サム・ワーシントン、日本語吹替 - 杉田智和
「AC社」の登山ガイド。ロブ達とは別のチームを率いてプモリを目指していた。ロブ達の遭難を知って救助に奔走する。
ピーチ・ウェザーズ
演 - ロビン・ライト、日本語吹替 - 山像かおり
ベックの妻。アメリカで夫の帰りを持つ。
ジャン・アーノルド
演 - キーラ・ナイトレイ、日本語吹替 - 弓場沙織
妊娠中のロブの妻。自身も登山家。
メグ・ウェザーズ
演 - ミア・ゴス、日本語吹替 - Lynn
ベックの娘。
バブ・ウェザーズ
演 - ストルムル・ヨン・コルマウクル・バルタサールソン、日本語吹替 - 東内マリ子
ベックの息子。

### その他の人物
デイヴィッド・ブリーシヤーズ
演 - マイカ・ハウプトマン、日本語吹替 - 増元拓也
登山家であり映画製作者。アメリカ人。IMAX社に雇われドキュメンタリー映画を撮るために「IMAX隊」を率いていた。ロブ達の救助に協力する。
エド・ヴィエスチャーズ
演 - クライヴ・スタンデン
「IMAX隊」に参加している登山家。アメリカ人。
イアン・ウッダル
演 - ジャスティン・サリンジャー、日本語吹替 - 田村真
「南アフリカ隊」を率いる登山家。イギリス人。
マダン・KC中佐
演 - ヴィジャイ・ラマ、日本語吹替 - 北村謙次
ネパール軍の中佐。救助ヘリコプターの操縦士を務める。
副操縦士
演 - アヴィン・シャー、日本語吹替 - 小林親弘
救助ヘリコプターの副操縦士。
日本語吹替版ナレーター
声 - 石丸謙二郎
オープニングのナレーション。

## 受賞
| 年   | 映画賞                   | 賞                       | 対象 | 結果       |
| ---- | ------------------------ | ------------------------ | ---- | ---------- |
| 2016 | 第22回全米映画俳優組合賞 | スタント・アンサンブル賞 |      | ノミネート |